# Endomia occipitalis
Endomia occipitalis é uma espécie de insetos coleópteros polífagos pertencente à família Anthicidae.
A autoridade científica da espécie é Dufour, tendo sido descrita no ano de 1843.
Trata-se de uma espécie presente no território português.